# 1998 en Finlande
Chronologie de la Finlande
- 1994
- 1995
- 1996
- 1997
- 1998
- 1999
- 2000
- 2001
- 2002

Cette page concerne les évènements en 1998 en Finlande  :

## Évènement
- 6 mars : Accident ferroviaire de Jyväskylä (en) (bilan : dix morts et 94 blessés)
- 12 août : Collision ferroviaire de Suonenjoki (en) (bilan : 26 blessés)

## Sport
- Championnat de Finlande de football 1998
- Championnat de Finlande de hockey sur glace 1997-1998
- Championnat de Finlande de hockey sur glace 1998-1999
- Participation de la Finlande aux Jeux olympiques d'hiver de Nagano.

## Culture

### Sortie de film
- Aller simple pour Inari
- I Love L.A.
- Kuningasjätkä

## Création
- Aarni
- AC Vantaa (en)
- Agonizer (en)

## Dissolution
- FinnPa

## Naissance
- Julie Forss (fi), footballeuse.
- Aksel Kankaanranta, chanteur.
- Niilo Mäenpää, footballeur.
- Henrik Porkka (fi), volleyeuse.

## Décès
- Helvi Hämäläinen, écrivaine.
- Olli Kivinen, architecte.
- Helinä Rautavaara, journaliste.
- Jaakko Talaskivi (fi), acteur.
- Esteri Tomula (fi), designeuse.
- Ilmari Turja (fi), écrivain et journaliste.